# Musikjahr 1626
Liste der Musikjahre

◄◄ | ◄ | 1622 | 1623 | 1624 | 1625 | Musikjahr 1626 | 1627 | 1628 | 1629 | 1630 | ► | ►►

Weitere Ereignisse
Dieser Artikel behandelt das Musikjahr 1626.

## Ereignisse

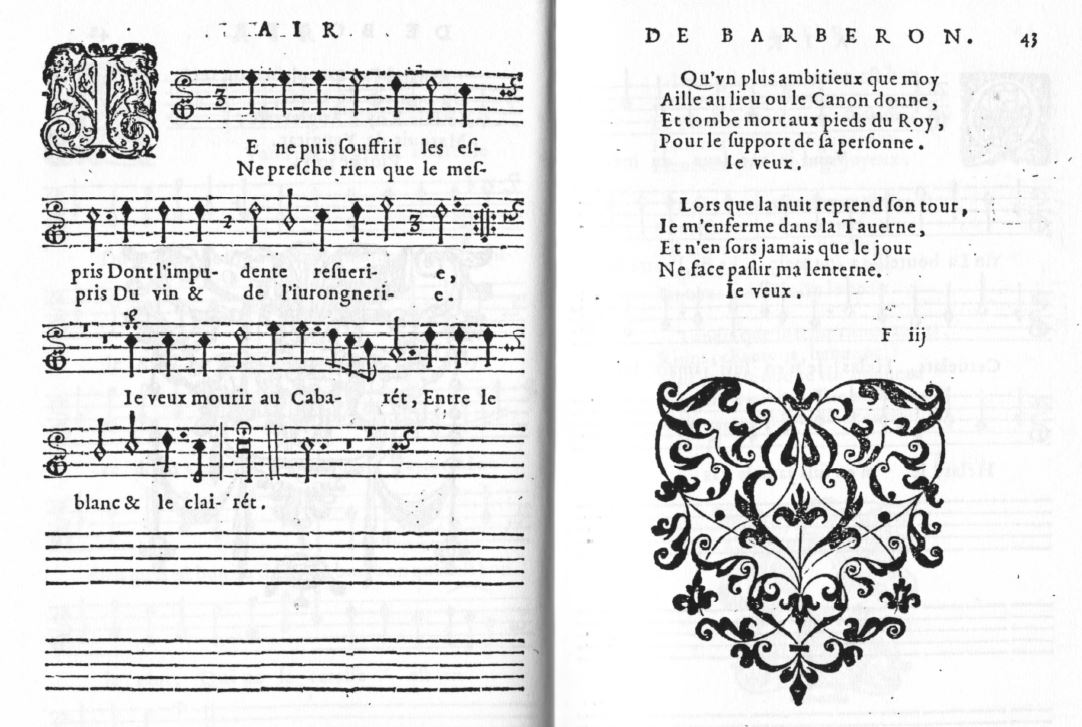
Air von Barberon, in: Pierre Ballard – VIIe livre d’airs de cour (1626)

- Antonio Maria Abbatini ist von 1626 bis 1628 Maestro di cappella an der Lateranbasilika in Rom.
- Paolo Agostino wird der Nachfolger von Vincenzo Ugolini als Dirigent des päpstlichen Orchesters im Petersdom.
- Marcià Albareda erhält 1626 als Nachfolger des verstorbenen Joan Pau Pujol die Position als Kapellmeister an der Kathedrale von Barcelona.
- Nicolas Formé, der 1592 wieder in die königliche Kapelle aufgenommen wurde, wird 1626 – durch Fürsprache von König Ludwig XIII. – Kanonikus der Sainte-Chapelle.
- Michel Mazuel ist 1618 und 1626 in Pariser Orchestervereinigungen als „dessus de violon“ bzw. als „haute-contre de cornet“ nachgewiesen.
- Thomas Tomkins muss – nach dem plötzlichen und vorzeitigen Tod von Orlando Gibbons 1625 – allein für die Musik zu den Feierlichkeiten anlässlich des Begräbnisses von Jakob I. und zur Krönung von Karl I. im Februar 1626 sorgen.
- Unter Ludwig XIII. wird am französischen Hof das Streichorchester Vingt-quatre Violons du Roy gegründet.

## Instrumental- und Vokalmusik (Auswahl)
- Paolo Agostino – zweites Buch der Messen zu vier Stimmen
- Gregor Aichinger – Flores musici ad mensam SS. convivii..., Augsburg: Johann Ulrich Schönigk
- Adriano Banchieri – Il Virtuoso Ritrovo Academico Del Dissonante, publicamente praticato con variati Concerti Musicali A 1. 2. 3. 4. 5. Voci ò Stromenti, nell'Academia di Filomusi, op. 49, Venedig: Bartolomeo Magni
- Antonio Brunelli – Fioretti spirituali zu einer bis fünf Stimmen, op. 15, Venedig: Bartolomeo Magni
- Giovanni Battista Buonamente – Il quarto libro de varie de sonate, sinfonie, gagliarde, corrente, e brandi per sonar con due violini & un basso di viola, Venedig
- Camillo Cortellini – Messe concertate zu acht Stimmen, Venedig: Alessandro Vicenti
- Carlo Farina – Libro delle pavane, gagliarde, brand: mascharata, aria franzesa, volte, balletti, sonate, canzone
- Melchior Franck
  - Hertzlicher Wuntsch auff vorgenommene Reyse glücklichen Fortgang und fröliche Wiederkunfft auch zu einem glückseligen Friedund Frewdenreichen lieben Newen Jahr zu fünf Stimmen, Coburg: Johann Forckel (Neujahrsmotette)
  - Newes Christliches HochzeitGesang Auß dem XXV. Capitel Syrachs zu fünf Stimmen, Coburg: Kaspar Bertsch (Hochzeitsmotette)
  - Der XCI. Psalm Davids zu sechs Stimmen, Coburg: Kaspar Bertsch (Geburtstagsmotette)
  - Buszgesang von Ninive (Wach auff vom tiefen Schlaf der Sünden) zu acht Stimmen, Coburg: Johann Forckel für Friedrich Gruner
  - Assaphus Bernhardinus lingua binus voce trinus zu drei Stimmen, Nürnberg: Simon Halbmayer (Motette in Latein und Deutsch)
- Carlo Gesualdo – Madrigali libro settimo zu sechs Stimmen (verschollen)
- Sigismondo d’India – La Missa Dominae clamavi ad Te (als Manuskript)
- Giovanni Girolamo Kapsberger – Libro terzo d'intavolatura di chitarrone, Rom: M. Privii
- Giovanni Pasta – Affetti d'Erato. Madrigali in concerto..., Buch 1, Venedig: Alessandro Vincenti
- Johann Hermann Schein – Opella nova, Vol. 2 (Sammlung geistlicher Konzerte)

## Musiktheater
- Domenico Mazzochi – La catena d’Adone, Rom

## Musiktheoretische Schriften
- Scipione Cerreto – Dialoghi armonici pel contrapunto e per la compositione
- Francisco Correa de Arauxo – Libro de tientos y discursos de musica practica, y theoretica de organo, intitulado Facultad Organica, Alcalá de Henares: Antonio Arnau (Theorie und Praxis des Orgelspiels)

## Geboren

### Geburtsdatum gesichert
- 31. März: Atto Melani, italienischer Kastrat, Diplomat, Spion und Schriftsteller († 1714)
- 02. April: Matthias Tretzscher, deutscher Orgelbauer († 1686)
- 21. Mai: Wolfgang Carl Briegel, deutscher Komponist († 1712)
- 12. August (getauft): Giovanni Legrenzi, italienischer Komponist († 1690)
- 09. September: Josua Arnd, deutscher Theologe, Historiker und Kirchenlieddichter († 1687)

### Genaues Geburtsdatum unbekannt
- Christian Flor, deutscher Komponist und Organist († 1697)

### Geboren um 1626
- Louis Couperin, französischer Komponist, Organist und Violinist († 1661)

## Gestorben

### Todesdatum gesichert
- 28. Januar: James Harding, englischer Flötist und Komponist (* um 1550)
- 20. Februar (bestattet): John Dowland, englischer Komponist (* 1563)
- 17. Mai: Joan Pau Pujol, katalanischer Komponist, Organist und Kapellmeister (* 1570)
- 00. Juni: Samuel Rühling, Kantor in Leipzig und Dresden (* um 1586)
- 28. Juli: Henning Dedekind, deutscher Komponist (* 1562)
- 11. August: Giovanni Cavaccio, italienischer Komponist und Kapellmeister (* 1556)
- 10. Oktober: Abraham Schadäus, sorbischer Musikpädagoge und Herausgeber eines Sammelwerkes von Motetten.

### Genaues Todesdatum unbekannt
- Johannes Bach, deutscher Stadtpfeifer, Sohn des Veit Bach (* um 1550 oder 1580)
- Hans Brentel der Jüngere, schwäbischer Kartenmaler und Musikant (* 1578)
- John Cooper, englischer Musiker und Komponist (* um 1570)
- Johannes Krocker, deutscher Kapellmeister und Komponist (* um 1570)
- Jacob Niehoff, franko-flämischer Orgelbauer (* um 1565)
- Augustinus Plattner, deutscher Komponist (* um 1585)
- Daniel Selichius, deutscher Komponist und Kapellmeister (* 1581)

### Gestorben um 1626
- John Danyel, englischer Sänger, Lautenist und Komponist (* 1564)

### Gestorben nach 1626
- Hans Nielsen, dänischer Komponist (* vor 1599)
- Francesco Rognoni, italienischer Komponist und Musiktheoretiker (* nach 1570)